# Faktor XI
Faktor XI je enzim, serinska proteaza, koji sudjeluje u fiziološkom procesu zgrušavanja krvi (koagulacija). Faktor XI se naziva i preteča plazmatskog tromboplastina.
Neodstatka faktora XI uzrokuje bolest koja se naziva hemofilija C, a karakterizira je sklonost krvarenju. Gen za faktor XI se nalazi na 4. kromosomu, te se nasljeđuje autosomno recesivno.

## Fiziologija
Faktor XI se stvara u jetri i cirkulira u krvotoku kao homodimer (makromolekularni kompleks koji čine dva identična proteina) u inaktivnom obliku. Vrijeme poluživota faktora XI u krvi je 52 sata.
Faktor XI aktiviraju, aktivirani faktora XII, trombin, te sam aktivirani faktor XI.
Faktor XIa djeluje tako što aktivira Faktor IX i to prekidanjem veza između aminokiselina arginin-alanin te arginin-valin.
Faktori XIa inhibira enzim koji se naziva inhibitor proteaze ovisan o proteinu Z.